# Pinchas Lawon
Pinchas Lawon (ur. 12 lipca 1904 w Kopyczyńcach jako Pinchas Lubianiker, zm. 24 stycznia 1976 w Tel Awiwie) – izraelski polityk i przywódca ruchu robotniczego, który w latach 1950–1955 pełnił różne funkcje ministerialne w izraelskim rządzie, w tym w okresie 1954−1955 był ministrem obrony. Bohater afery Lawona.

## Życiorys
Urodził w 1904 roku się jako Pinchas Lubianiker w Kopyczyńcach w Monarchii Austro-Węgierskiej (obecnie terytorium Ukrainy). Urodził się w rodzinie żydowskiej. Jako nastolatek wstąpił do żydowskiej młodzieżowej organizacji syjonistycznej Ha-Szomer Ha-Cair. Studiował prawo na Uniwersytecie Lwowskim, gdzie od 1923 roku współorganizował młodzieżową organizację Gordonia w regionie.
W 1929 roku, w wieku 25. lat wyemigrował do Mandatu Palestyny. Rok później uczestniczył w zakładaniu kibucu Chulda. W kolejnych latach zajmował różne stanowiska w kierownictwie organizacji Gordonia, coraz bardziej angażując się w działalność polityczną. W okresie tym Lawon rozwijał ideologię ruchu Gordonia, tworząc program działalności edukacyjnej i politycznej. Dążył on do zjednoczenia całego Ruchu Kibuców. W styczniu 1947 roku Lawon ożenił się. W noc poślubną dowiedział się, że żona jest prostytutką. Tydzień później rozwiódł się, a rok później poślubił Lucy Elstein.

### Kariera polityczna
Z racji swojej przynależności do ruchu młodzieżowego Gordonia, Lawon od młodości był związany z działalnością syjonistycznego ruchu socjaldemokratycznego Hapoel Ha-Cair. Od 1930 roku był aktywnie zaangażowany w działalność lewicowej partii politycznej Mapai. Jako delegat uczestniczył w różnych kongresach syjonistycznych i w Komitecie Wykonawczym Światowej Organizacji Syjonistycznej. W latach 1938–1939 Pinchas razem z Jicchakiem Ben-Aaronem pełnił funkcję sekretarza generalnego partii politycznej Mapai. W 1942 roku został wybrany do Komitetu Wykonawczego żydowskiego związku zawodowego Histadrut. W kolejnych latach był także szefem resortu pracy w Histadrut. Wszystkie te funkcje nakreśliły jego polityczną drogę. W 1941 roku opublikował swój pierwszy zbiór artykułów i przemówień „Tajniki”, a w 1945 roku opublikował zbiór „W debacie politycznej”.
Po proklamacji niepodległości Izraela 14 maja 1948 roku, Lawon zaangażował się w tworzenie ustroju politycznego Izraela. W latach 1949–1950 pełnił funkcję sekretarza generalnego centrali związkowej Histadrut. Za jego namową Unia Nauczycieli Izraela i Organizacja Religijnych Pracowników przyłączyły się do Histadrut. Inicjował także projekty budownictwa mieszkaniowego dla pracowników, które były realizowane przez Histadrut. Z ramienia partii politycznej Mapai zajął miejsce w I Knesecie. Pełnił funkcje przewodniczącego Komisji Pracy, oraz był członkiem Komisji Tymczasowej Konstytucji i Komisji Spraw Zagranicznych i Obrony.

#### Działalność rządowa
Gdy 1 listopada 1950 roku Dawid Ben Gurion sformował swój drugi rząd, Pinchas Lawon został mianowany ministrem rolnictwa. Rząd ustąpił w lutym 1951 roku z powodu odrzucenia przez parlament propozycji reformy edukacyjnej. W wyniku wyborów parlamentarnych w 1951 roku Lawon wszedł do II Knesetu. W rządzie Dawida Ben Guriona został ministrem bez teki (od 17 sierpnia 1952 roku). Po wycofaniu się Ben Guriona z życia politycznego, nowy rząd sformował Mosze Szaret. Powołał on Lawona na urząd ministra obrony. Jego ostatnią ministerialną decyzją było powołanie Moszego Dajana na Szefa Sztabu Generalnego Sił Obronnych Izraela. Między Lawonem a Dajanem istniał poważny konflikt. Lawon był spadkobiercą polityki obronnej Dawida Ben Guriona, i jego nominacja na ministra obrony była spostrzegana jako potwierdzenie tego stanu. Wizja ta umieściła Lawona na kursie kolizyjnym z grupą młodych ludzi w partii Mapai, którzy krytykowali Ben Guriona. Należał do nich Mosze Dajan. Po nominacji Dajana na Szefa Sztabu Generalnego konflikt ten tylko pogłębił się i bardzo szybko przeniósł się na niektóre kwestie bezpieczeństwa państwa. Gdy Dajan zażądał zakupienia francuskich czołgów AMX-13, Lawon sprzeciwił się i zablokował tę propozycję.

#### Afera Lawona
W dniu 8 grudnia 1954 roku Egipt ogłosił, że złapał izraelskiego szpiega. Szybko poprowadzone dochodzenie ujawniło izraelską siatkę szpiegowską, która stała za serią zamachów bombowych przeprowadzonych w Egipcie. Proces sądowy schwytanych agentów rozpoczął się 11 grudnia i trwał do 27 stycznia 1955 roku. Dwaj agenci zostali skazani na śmierć przez powieszenie, reszta otrzymała kary długiego więzienia. Proces był szeroko krytykowany i określany jako pokazowy, pojawiły się także podejrzenia, że zeznania skazanych uzyskano przy pomocy tortur. W samym Izraelu, minister obrony Pinchas Lawon zaprzeczył, jakoby cokolwiek wiedział o całej operacji false flag. W celu wyjaśnienia afery Lawona powołano specjalną komisję dochodzeniową. Nie udało się jej jednak znaleźć dowodów na to, że Lawon zlecił wykonanie tej operacji. Sam minister próbował zrzucić winę na Szimona Peresa, który był wówczas sekretarzem stanu w ministerstwie obrony. Zeznania Peresa i Moszego Dajana świadczyły jednak na niekorzyść Lawona, który ostatecznie 21 lutego 1955 roku zrezygnował z ministerialnego stanowiska.
W wyniku wyborów parlamentarnych w 1955 roku Lawon wszedł do III Knesetu, nie podjął jednak żadnej działalności w komisjach parlamentarnych. Wokół jego osoby nieustannie było wiele niedomówień. Z tego powodu powrócił on do centrali związkowej Histadrut, gdzie w latach 1956-1961 pełnił obowiązki sekretarza generalnego. Po wyborach parlamentarnych w 1959 roku wszedł do IV Knesetu. W kwietniu 1960 roku w sprawie afery Lawona pojawiły się duże wątpliwości – odnaleziono m.in. nieścisłości w zeznaniach. Okazało się także, że dokument zawierający ich treść mógł zostać sfałszowany. Ben Gurion zarządził utworzenie nowej komisji, przewodzonej przez sędziego Chaima Cohena. Dochodzenie stwierdziło fakty oszustwa oraz to, że Lawon rzeczywiście nie wydał zezwolenia na rozpoczęcie tajnej operacji w Egipcie. Pomimo tego Ben Gurion nie przyjął wyników powtórnego śledztwa, uznając je za efekt wewnątrzpartyjnej walki w partii Mapai. Doprowadziło to do odwołania Lawona z centrali związkowej Histadrut. W 1962 roku zrezygnował on także z członkostwa w Mapai i założył własne ugrupowanie polityczne Min Ha'Jesod. W 1964 roku ostatecznie wycofał się z życia politycznego.

## Późniejsze życie
Po długiej chorobie Lawon zmarł 24 stycznia 1976 roku w Tel Awiwie.

## Publikacje
- Tajniki. 1941. (hebr.). Brak numerów stron w książce
- W debacie politycznej. 1945. (hebr.). Brak numerów stron w książce
- Wartości i zmiany. 1959. (hebr.). Brak numerów stron w książce
- Kontrola i walka. 1968. (hebr.). Brak numerów stron w książce